# Семиколенов, Андрей Алексеевич
Андрей Алексеевич Семиколенов (25.05.1921  — 5 сентября 1997 года) — токарь Загорского электромеханического завода «Звезда» Министерства радиопромышленности СССР, Московская область. Герой Социалистического Труда (29.07.1966).

## Биография
Родился 25 мая 1921 года в селе Ямань Липецкого уезда Тамбовской губернии (ныне – Грязнинского района Липецкой области) в крестьянской семье. Русский.
В 1940 году окончил 10 классов средней школы в городе Липецке.
Трудовую деятельность начала в октябре 1940 года учеником токаря на заводе № 367 Наркомата вооружения СССР в городе Загорск (с 1991 года – Сергиев Посад) Московской области. К началу Великой Отечественной войны на заводе было налажено производство пистолетов-пулемётов Шпагина (ППШ).
В июле 1941 года вместе с заводом был эвакуирован в город Вятские Поляны Кировской области, первые два военных года работал токарем на том же заводе.
В апреле 1943 года был призван в Красную Армию. Службу проходил на складе 2042 НКВМФ Наркомата военно-морского флота, в боевых действиях не участвовал. 14.11.1946 года был демобилизован.
Вернулся в город Загорск. Поступил работать токарем-лекальщиком на завод № 569 (позднее – Загорский электромеханический завод «Звезда»). В первые послевоенные годы на предприятии осваивался выпуск совершенно новой для нашей промышленности продукции – специальных счётно-решающих электромеханических приборов, с 1957 года – цифровой вычислительной техники (ЭВМ).
За время работы на заводе зарекомендовал себя высококвалифицированным рабочим. Ему поручались наиболее сложные и ответственные работы, которые он выполнял качественно и в срок. Лично обучил профессии токаря 36 молодых рабочих. Свои социалистические обязательства по пятилеткам выполнял досрочно – за три года.
Указом Президиума Верховного Совета СССР от 29 июля 1966 года («закрытым») за выдающиеся заслуги в выполнении плана 1959–1965 годов и создание новой техники Семиколенову Андрею Алексеевичу присвоено звание Героя Социалистического Труда с вручением ордена ордена Ленина и золотой медали «Серп и Молот».
Избирался делегатом XXIV съезда КПСС.
Работал на заводе до выхода на пенсию.
Жил в городе Загорск (с 1991 года – Сергиев Посад). Умер 5 сентября 1997 года.

## Награды
- Золотая медаль «Серп и Молот» (29.07.1966)
- Орден Ленина (29.07.1966)
- Орден Октябрьской Революции (1977)
- Медаль «В ознаменование 100-летия со дня рождения Владимира Ильича Ленина» (6 апреля 1970)
- Медаль «За победу над Германией в Великой Отечественной войне 1941—1945 гг.» (9 мая 1945[3])[4]
- Медаль «За трудовую доблесть»
- Медаль «Ветеран труда»

## Память
- На могиле установлен надгробный памятник.